# Francisco Casamayor
Francisco Casamayor-Fals (29 gennaio 1949 – Santiago del Cile, 11 luglio 2005) è stato un sollevatore cubano che ha gareggiato nella categoria dei pesi mosca (fino a 52 kg).
Ha partecipato a due edizioni dei Giochi Olimpici.

## Carriera
Ai Giochi Panamericani di Città del Messico 1975 Francisco Casamayor vinse la medaglia d'oro nei pesi mosca.
Un anno dopo partecipò alle Olimpiadi di Montréal 1976, valide anche come campionati mondiali, classificandosi al 5º posto finale con 227,5 kg nel totale.
Nel 1977 ha vinto la medaglia di bronzo ai Campionati mondiali di Stoccarda con 230 kg. nel totale, preceduto dal campione olimpico in carica, il sovietico Aleksandr Voronin (247,5 kg) e dall'ungherese György Kőszegi (235 kg), vice-campione olimpico in carica.
L'anno seguente Casamayor vinse un'altra medaglia di bronzo ai Campionati mondiali di Gettysburg con lo stesso risultato nel totale del bronzo di un anno prima, questa volta dietro all'altro sovietico Kanıbek Osmonaliev (240 kg) ed al polacco Tadeusz Golik (237,5 kg).
Nel 1979 vinse un'altra medaglia d'oro ai Giochi Panamericani di San Juan, Porto Rico, e nel 1980 prese parte alle Olimpiadi di Mosca, valide anche come campionati mondiali, piazzandosi al 7º posto finale con 232,5 kg nel totale.